# 애니멀 타운
"애니멀 타운"은 2011년에 개봉한 대한민국과 미국의 합작 영화이다.

## 캐스팅
- 이준혁 : 오성철 역
- 오성태 : 김형도 역
- 한재상 : 보험사직원 역
- 주유랑 : 형도 아내 역
- 이설구 : 감찰관 1 역
- 홍성덕 : 택시회사 실장 역